# Dějiny metra v Paříži

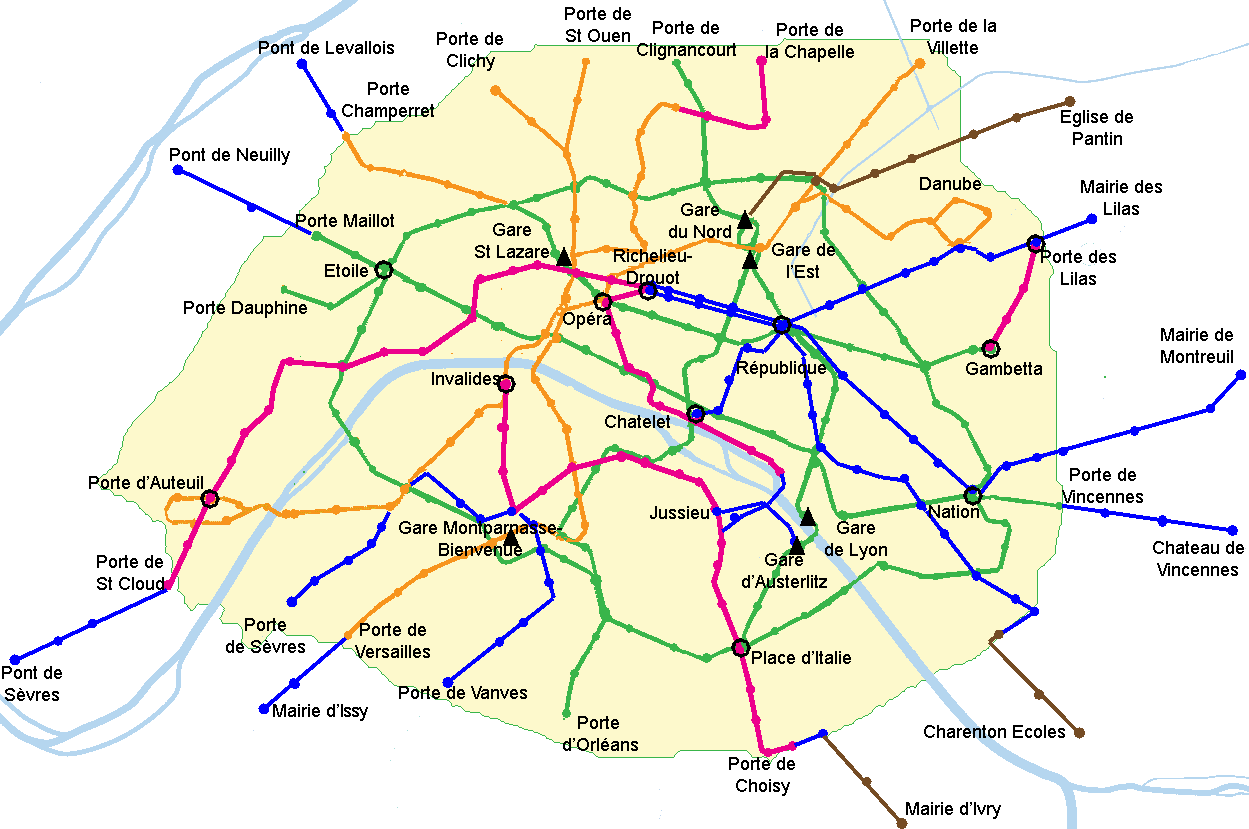
Rozvoj metra do roku 1949:
1900-1910, 1910-1914, 1914-1930, 1930-1939, 1939-1949

Dějiny metra v Paříži začínají již v polovině 19. století, kdy se objevily první úvahy o zřízení metra v Paříži, neboť město začalo být postupně paralyzováno narůstající povrchovou dopravou. První linka metra byla zprovozněna 19. července 1900 u příležitosti světové výstavy a letních olympijských her. Po otevření došlo v následujících letech k expanzi, při které vznikla rozsáhlá síť metra pod vedením inženýra Fulgence Bienvenüeho, takže do druhé světové války vzniklo 14 linek o celkové délce 159 km. Následovala dvě desetiletí klidu, kdy zahušťování dopravní sítě ve městě již nebylo prioritou a docházelo k modernizaci stávajících tratí společností RATP (založené roku 1948) a rozšíření stávajících linek dále na předměstí. V roce 1998 nová linka 14 přinesla se svou plnou automatizací nový impuls v dalším rozvoji. Na počátku 21. století byly zahájeny práce na plné automatizaci nejstarší linky 1, která by měla být dokončena během roku 2012. Do budoucna je plánována nová trať nazvaná Arc Express vedená však mimo hranice města.

## Počátky
Samotné výstavbě pařížského metra předcházela desetiletí debat a projektů a spory mezi státem, který podporoval propojení hlavních železničních tratí s velkou podzemní sítí, a městem Paříží, které chtělo systém, který by sloužil pouze vnitřnímu městu jako uzavřený okruh bez napojení na železnice.
Kolem roku 1845 město Paříž a železniční společnosti navrhly vytvoření železniční sítě v Paříži, která by sloužila především k přepravě zboží. V roce 1871 po prvních komunálních volbách v Paříži byl projekt přepracován pro celý departement Seine, což znamenalo propojení koněspřežných omnibusů a tramvají zajišťujících dopravu v Paříži a stávající síť železničních tratí na předměstí. V té době bylo v Paříži sedm hlavových stanic, které posléze propojila okružní trať Petite Ceinture.

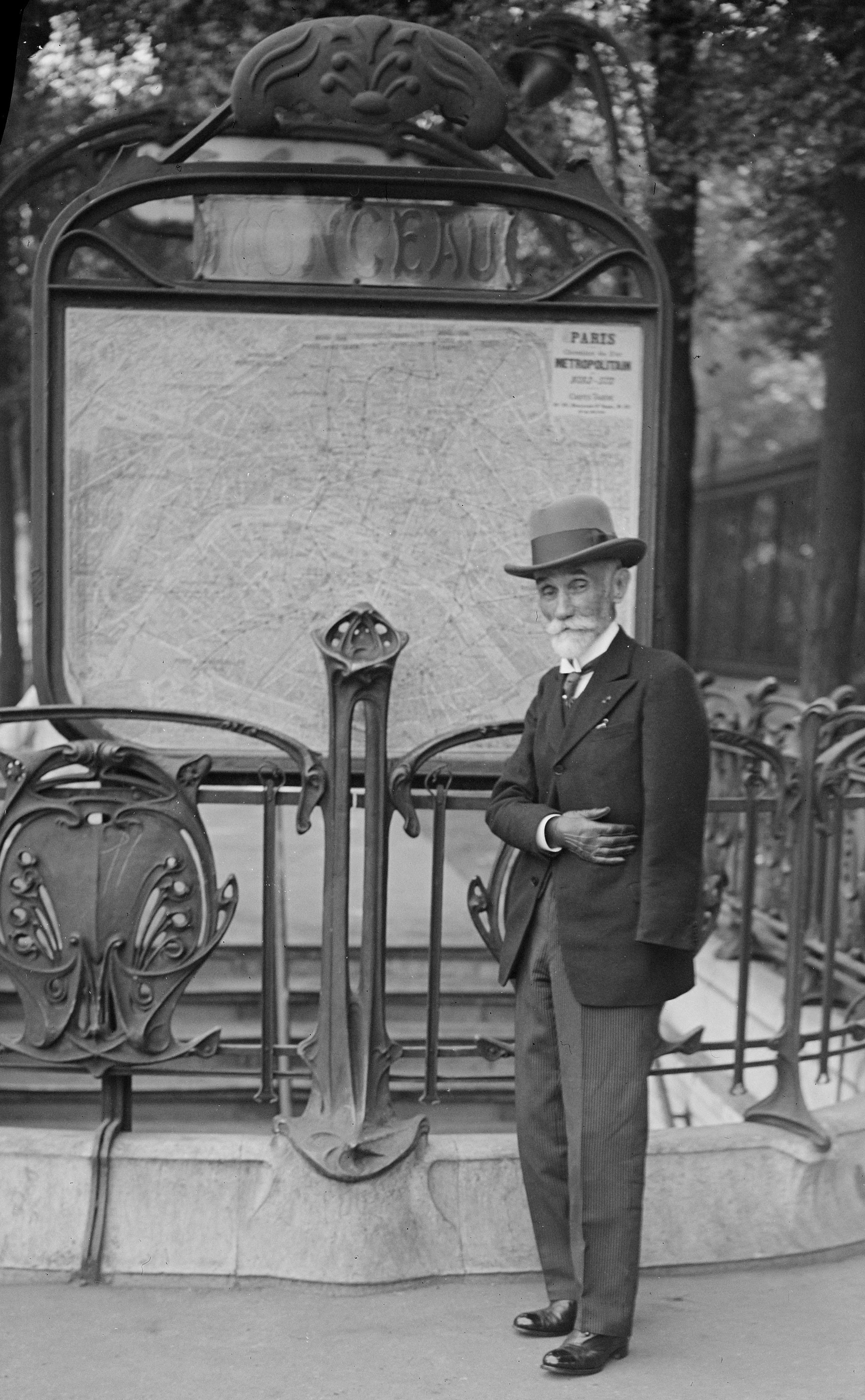
Fulgence Bienvenüe u stanice Monceau

V letech 1856-1890 vzniklo několik projektů, které nebyly dokončeny. Tratě navrhované po viaduktech byly odmítnuty z důvodu zhoršení vzhledu města a podzemní projekty vzbuzovaly obavy o bezpečnost a zdraví cestujících.
V tomto období čelila stejnému problému také města Londýn a New York. V Londýně byla uvedena do provozu podzemní kruhová linka parních vlaků v roce 1863. V roce 1867 začala v New Yorku fungovat síť parní železnice na kovových mostech. V roce 1896 byla v Budapešti otevřena podzemní linka Földalatti.
Zhoršení dopravní situace v Paříži, příklady ze zahraničí a blížící se světová výstava 1900 vedly úřady k rozhodnutí zahájit výstavbu metra. Bylo zvoleno řešení navržené městem. Projekt, který předložili inženýři Fulgence Bienvenüe a Edmond Huet, schválila pařížská rada 20. dubna 1896.

## První síť

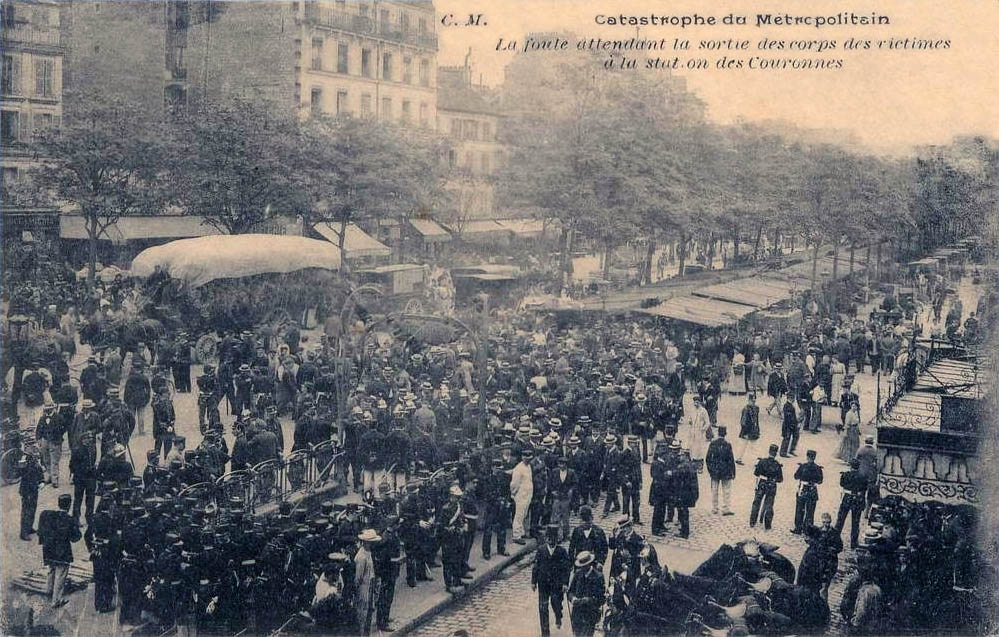
Dobová pohlednice z místa neštěstí

Síť určená výhradně k přepravě cestujících byla navržena do šesti linek:
1. Porte de Vincennes – Porte Dauphine
2. okružní pod externími bulváry (Étoile – Nation – Étoile)
3. Porte Maillot – Ménilmontant
4. Porte de Clignancourt – Porte d'Orléans
5. Boulevard de Strasbourg (Gare de l'Est) – Pont d'Austerlitz
6. Cours de Vincennes – Place d'Italie

V následující fázi byly naplánovány tři další linky:
- Place Valhubert – Quai de Conti
- Place du Palais-Royal – Place du Danube
- Auteuil – Place de l'Opéra

Metro bylo plánováno jako podzemí trať s elektrickou trakcí, se standardním rozchodem a se světelným profilem 2,40 m, což vylučovalo užití běžných vlaků. Metro nemělo přesahovat území města. Zadání vyžadovalo výstavbu tunelů s maximálním sklonem 40 mm/m a minimálním poloměrem zakřivení 75 metrů. Délka stanic byla určena na 75 metrů.

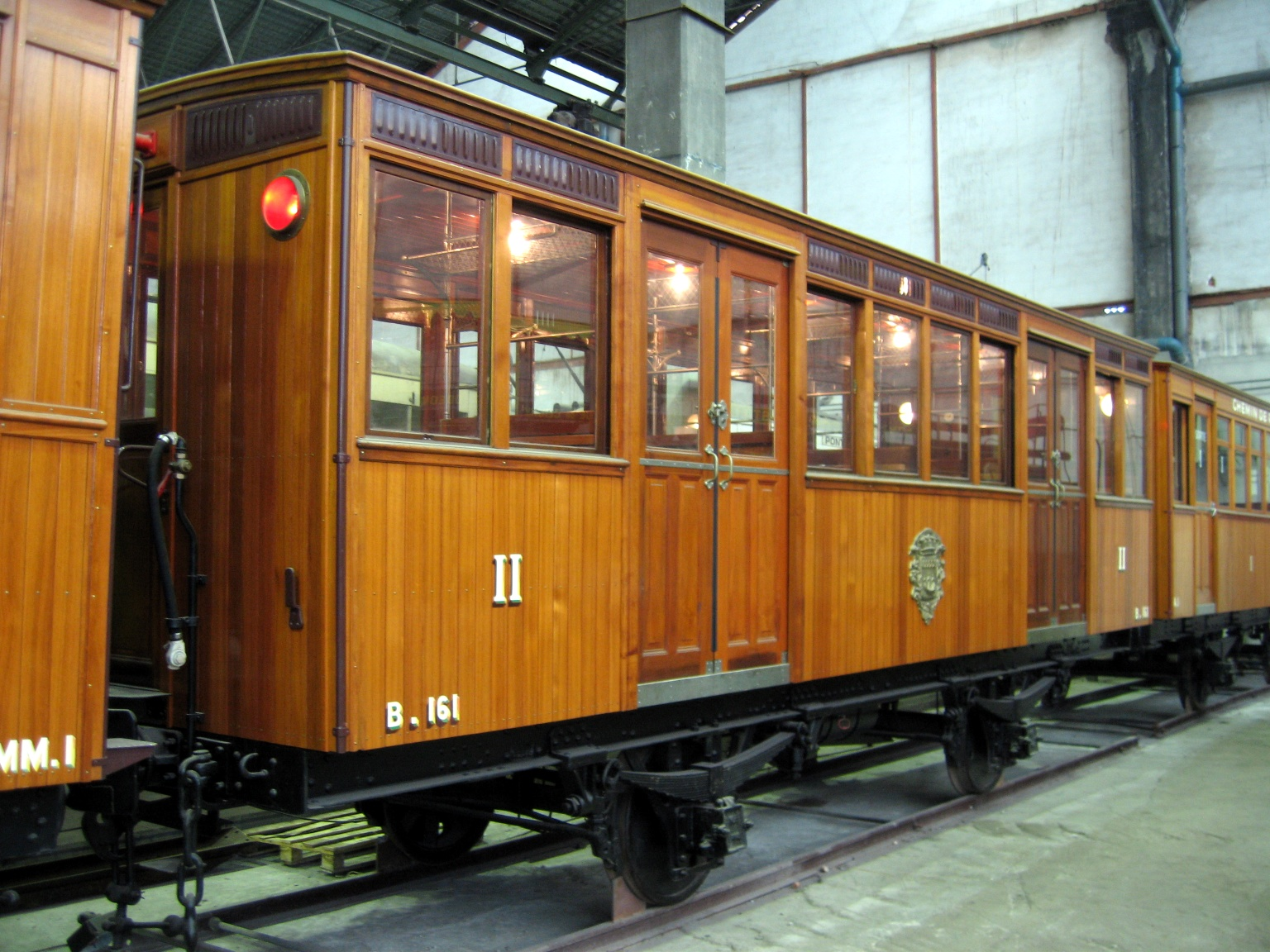
Vůz B161

Práce na lince 1 byly zahájeny 4. října 1898 v rámci dohody mezi městem Paříží a Compagnie du chemin de fer métropolitain de Paris (Společností pouliční dráhy v Paříži), která stanovila, že město vystaví infrastrukturu sítě (tunely, stanice) a koncesionář zaplatí vybavení (chodby a vstupy do stanic).
V listopadu 1898 město začalo s přípravnými pracemi na stavbu první linky pařížského metra: přeložky podzemních inženýrských sítí pod Rue de Rivoli. Práce financované městem pod vedením inženýra Bienvenüe proběhly v rekordně krátké době dvaceti měsíců. Linka byla rozdělena na jedenáct úseků mezi více společností. Aby se zkrátila doba výstavby, byl tunel stavěn ihned pod dlažbou. Při stavbě muselo být denně odvezeno 1000 m3 zeminy. K tomu se využívaly říční čluny a železniční vagony na tramvajových tratích, jejichž využití bylo v Paříži rozšířené.

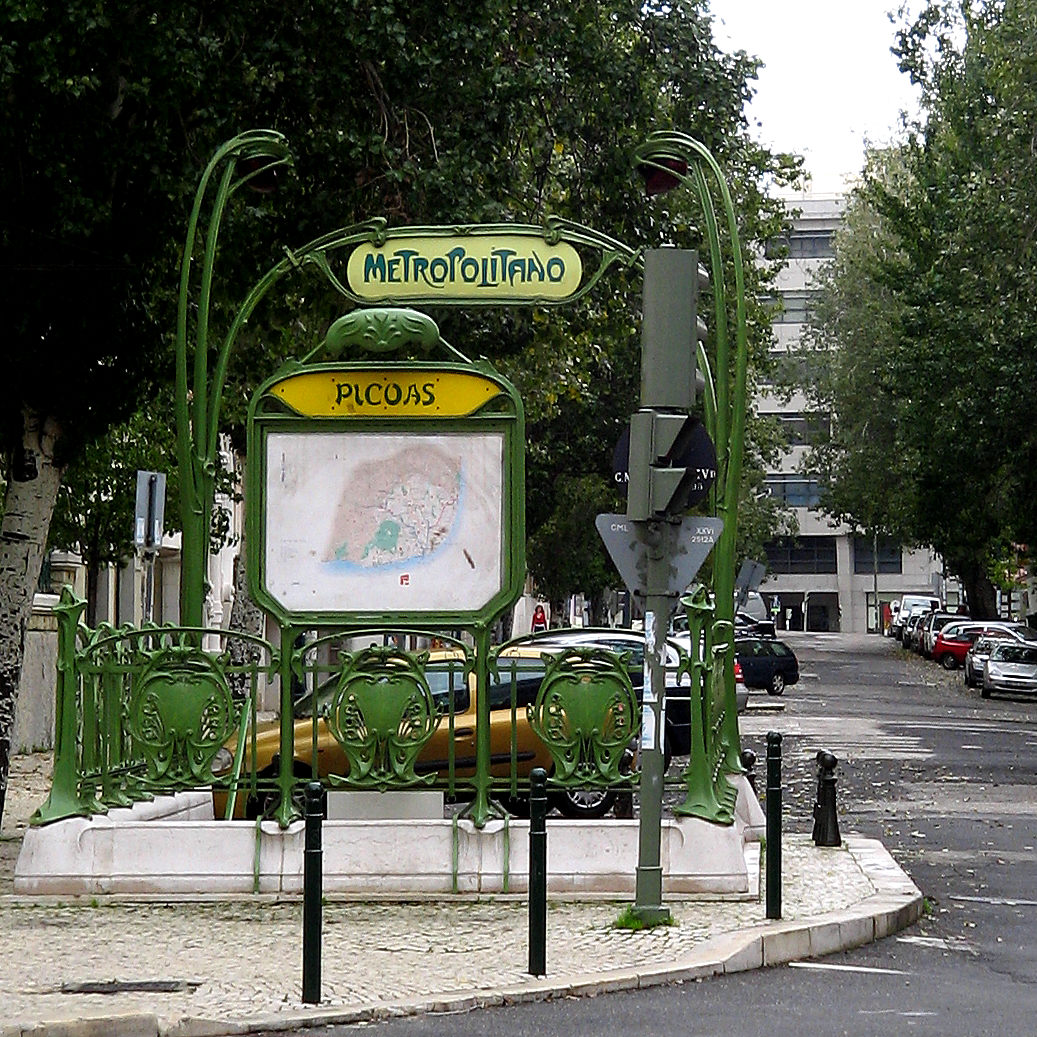
Stanice Picoas lisabonského metra inspirovaná Guimardovým secesním vstupem typickým pro Paříž

Linka 1 byla uvedena do zkušebního provozu 15. června 1900 za účasti města Paříže a společnosti CMP, kdy probíhaly zkušební jízdy a školení personálu. Pro veřejnost bylo metro otevřeno mezi stanicemi Porte de Vincennes a Porte Maillot 19. července 1900 u příležitosti světové výstavy a letních olympijských her v Bois de Vincennes. Vstupy do metra v secesním stylu navrhl architekt Hector Guimard.
Linka byla otevřena bez velkých oslav, protože provozovatel CMP upřednostnil postupný rozběh provozu. Obyvatelé si velmi rychle oblíbili nový typ dopravy, který umožnil značnou úsporu času a pokud jde o pohodlí, poskytoval větší komfort než dopravní prostředky na povrchu. Velmi rychle proto musela být zvýšena frekvence spojů a vlaky musely být prodlouženy, počet vagónů se během dvou let postupně zvyšoval ze tří až na osm vozů ve špičce. Ale elektrické vozy při tomto provozu narazily na své technické limity. Do prosince 1900 metro přepravilo již čtyři milióny cestujících (Paříž měla v té době 2,7 miliónů obyvatel), což vedlo k urychlené realizaci dalších plánovaných linek. Linky 2 a 3 začaly vznikat na severu města a linky 2-Jih (pozdější 6), 5 a 4 v jižní části Paříže.

## První neštěstí v metru
Dne 10. srpna 1903 se ve stanici Couronnes na lince 2 událo doposud největší neštěstí v dějinách pařížského metra. V důsledku elektrického zkratu začal na stanici Barbès hořet vlak. Souprava byla evakuována a požár uhašen. Aby nedošlo k zablokování linky, bylo nutné poškozený vlak odtáhnout do konečné stanice Nation. Ale ve stanici Ménilmontant se oheň opět rozhořel a nešel uhasit. Ve stejné době přijel do sousední stanice Couronnes vlak, který vezl zhruba 300 osob z evakuovaného vlaku. Řidič ukončil jízdu a požádal cestující, aby vyšli po schodech ze stanice. Někteří cestující se však domáhali vrácení jízdného. Během dohadování se do stanice dostal kouř z hořícího vlaku v sousední stanici. V nastalé tlačenici cestující místo aby vyběhli po schodech, utekli na druhý konec nástupiště, kde se však zadusili kouřem. Po několika hodinách hasiči objevili 84 mrtvých osob.
Po neštěstí byla přijata nová bezpečnostní opatření. Postupně se přešlo od celodřevěných vlaků, kde byl motor uložen pod dřevěnou podlahou, na kovové (plně od roku 1906). Elektrické napájení bylo do té doby stejné pro vlaky i pro osvětlení, takže pokud došlo k výpadku, zůstali lidé na nástupištích ve tmě. Proto byly vytvořeny dvě samostatné sítě pro napájení vlaků a pro osvětlení stanic. Také byly instalovány osvětlené nápisy „Východ“ a osvětlení všech tunelů bylo povinné. Napájení bylo rozděleno do sekcí, aby v případě nehody nedošlo k výpadku na celé lince.

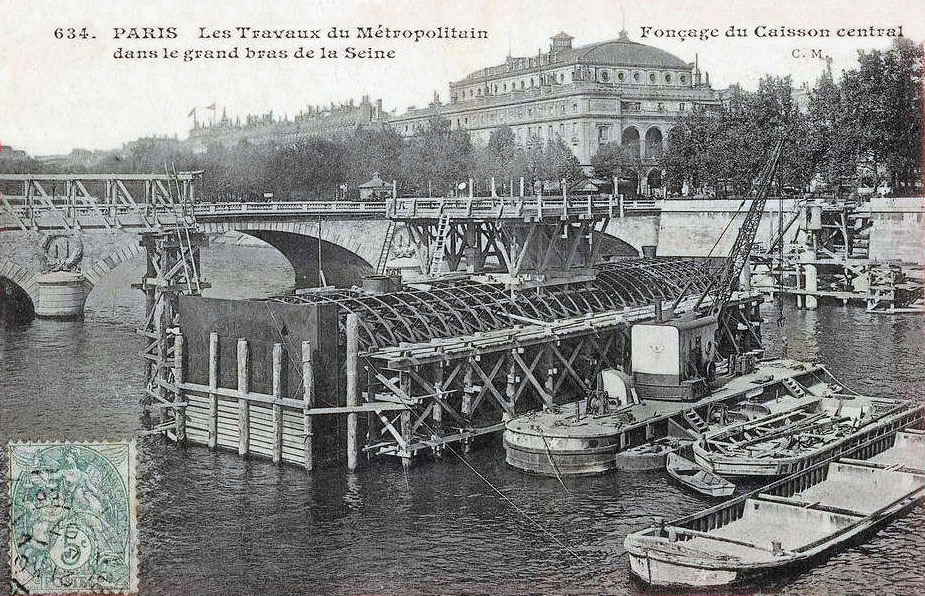
Výstavba linky 4 pod Seinou

## První trať pod řekou
Linka 4 měla vést pod Seinou a byla velmi očekávaná, protože znamenala propojení severní a jižní části hlavního města. Práce byly zahájeny v roce 1905. Tunel pod Seinou byl kopán přes ostrov Cité, kde je řeka nejužší. Kovové konstrukce stanic Cité a Saint-Michel byly nejprve smontovány na povrchu a poté uloženy do země. Problémy způsobovalo i křížení železnice Paříž-Orléans (dnešní RER C). Linka 4 byla otevřena 21. dubna 1908 z Porte de Clignancourt do Châtelet na pravém břehu a 30. října 1909 od Porte d'Orléans do Raspail na levém břehu. Obě části byly propojeny 9. ledna 1910. O několik dní později však linka musela být uzavřena, neboť byla při velké povodni zaplavena.

## Společnost Sever-Jih
V roce 1901 město Paříž udělilo druhou koncesi na provozování metra. Získala ji Société du chemin de fer électrique souterrain Nord-Sud de Paris (Podzemní elektrická železnice Sever-Jih v Paříži). Ta měla provozovat linky položené mnohem hlouběji jako je tomu v Londýně, ale kvůli nestálému podloží byla i tato druhá síť budována podobně jako u CMP a rozdíly byly nepatrné. Nejprve byla udělena koncese na dvě linky vedoucí severojižním směrem a později měla přijít třetí trať. Linka A byla otevřena 5. listopadu 1910, linka B 26. února 1911. K realizaci třetí trasy již nedošlo.

## Další rozvoj sítě

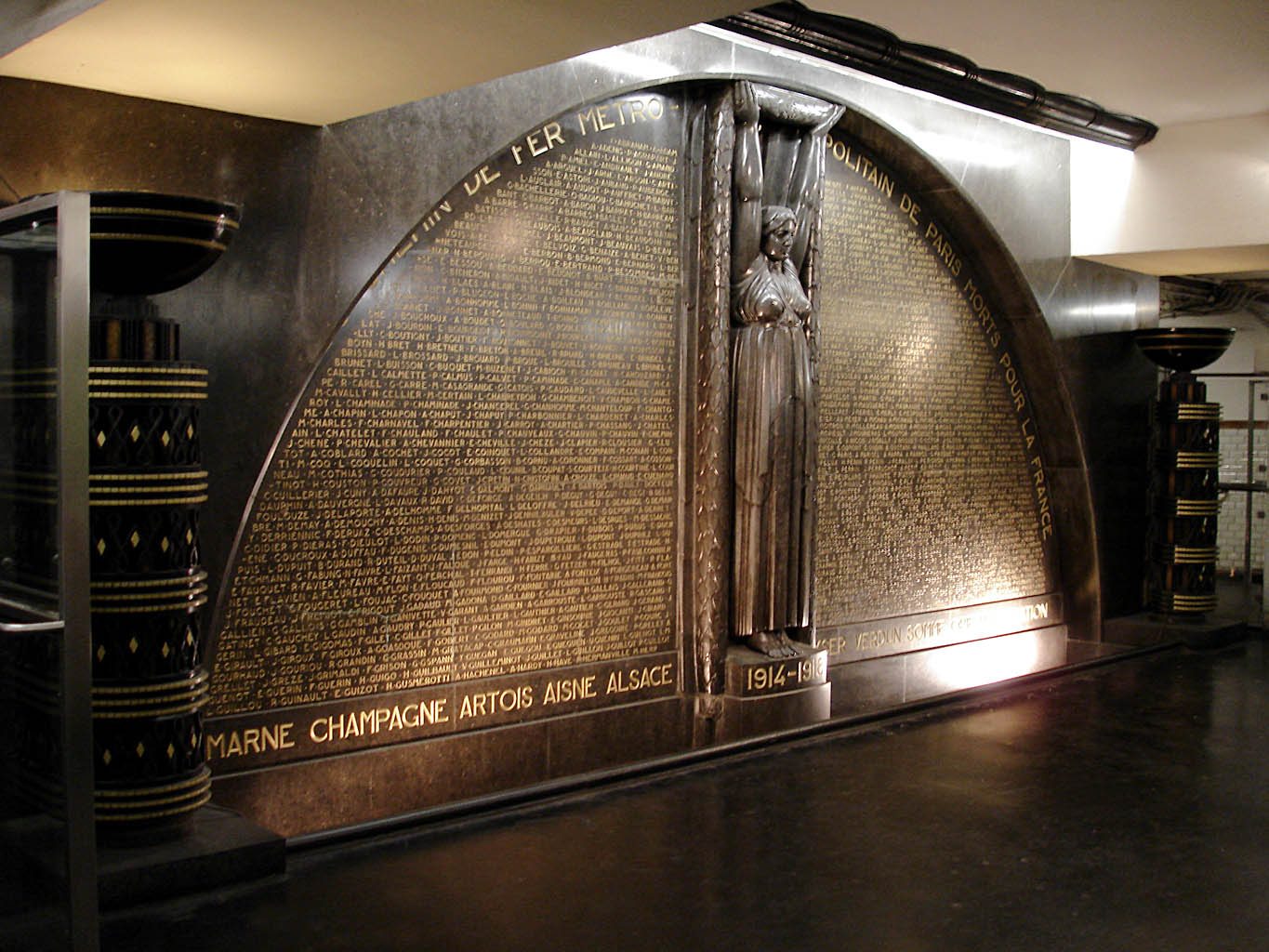
Památník na stanici Richelieu – Drouot zaměstnancům padlým v letech 1914-1918

V roce 1910 bylo v provozu již šest linek CMP, což znamenalo jeden rok před uplynutím lhůty stanovené v roce 1898. Úspěch vedl k plánům na další dvě linky této sítě (7 a 8). V tomto roce záplavy na Seině znamenaly několikaměsíční zpoždění prací na lince 8, která podchází Seinu na dvou místech. Vzhledem k úspěchu první linky a s ohledem na fakt, že metro nepřekročí hranice města, bylo stanoveno, že žádné místo ve městě nebude vzdáleno od nejbližší stanice metra více než 400 metrů.
Po patnácti letech výstavby v předvečer první světové války mělo pařížské metro 10 linek provozovaných dvěma společnostmi o celkové délce 91 km. CMP provozovala osm linek a Sever-Jih dvě (dnešní 12 a 13). Do konce roku 1901 bylo přepraveno 55 miliónů cestujících, v roce 1910 318 miliónů a roku 1913 již 467 miliónů.

## První světová válka
Během světové války byla podzemní doprava zvýšena na úkor povrchové dopravy. I přes válečné události pokračovalo na dvou místech prodlužování sítě, i když jen pozvolna. Linka 7 dosáhla Palais-Royal v roce 1916 a linka A získala novou konečnou stanici Porte de la Chapelle. Provoz byl o to obtížnější, že došlo ke snížení stavu zaměstnanců, které částečně nahradily ženy. Situace však vedla k rychlé modernizaci kolejových vozidel, kdy bylo zavedeno tlakové otevírání dveří, což znamenalo méně zaměstnanců ve vlacích i na stanicích.
Riziko bombardování a nedostatek elektřiny nutilo provozovatele ke snížení frekvence vlaků a k výraznému omezení osvětlení. Vlaky byly jen velmi spoře osvětlené, obzvláště u nadpovrchových linek, což přinášelo stížností cestujících i zaměstnanců.
Nejtragičtější událost během války se odehrála 11. března 1918 na stanici Bolivar. Tak jako i jiné hluboko položené stanice metra, sloužila jako úkryt pro obyvatele při náletech. Během bombardování u vchodu nastala panika mezi těmi, kteří se chtěli uschovat v podzemí. Dveře do stanice se otevíraly směrem ven a než dveře pod tlakem povolily, bylo v nastalé tlačenici mnoho lidí ušlapáno. Následkem této tragické události byly postupně všechny dveře ve stanicích metra přestavěny tak, aby je bylo možné otevírat na obě strany.

## Situace po válce
V roce 1919 vypukla u obou společností stávka za vyšší mzdy a zkrácení pracovní doby, které byly nakonec společnostmi přijaty. Ale tento sociální pokrok vedl k dalšímu zvýšení nestálosti jejich finanční situace, protože ani zvýšení jízdného nemohlo kompenzovat náklady na sociální výdaje a provoz. V roce 1921 nová dohoda mezi městem a společnostmi znamenala finanční kontrolu městem, čímž obě společnosti ztratily svou finanční nezávislost.
8. listopadu 1922 byl otevřen první úsek linky 9 v západní části Paříže mezi stanicemi Exelmans a Trocadéro. Ve stejném roce schválila pařížská rada projekt na další rozvoj sítě. Jednalo se o další tři linky 10 (Invalides ↔ Bastille), 11 (Châtelet ↔ Porte des Lilas) a 12 (Porte d'Orléans ↔ Porte d'Italie). Linka 10 byla několikrát upravena a projekt trati 12 byl zcela odložen.

## 30. léta

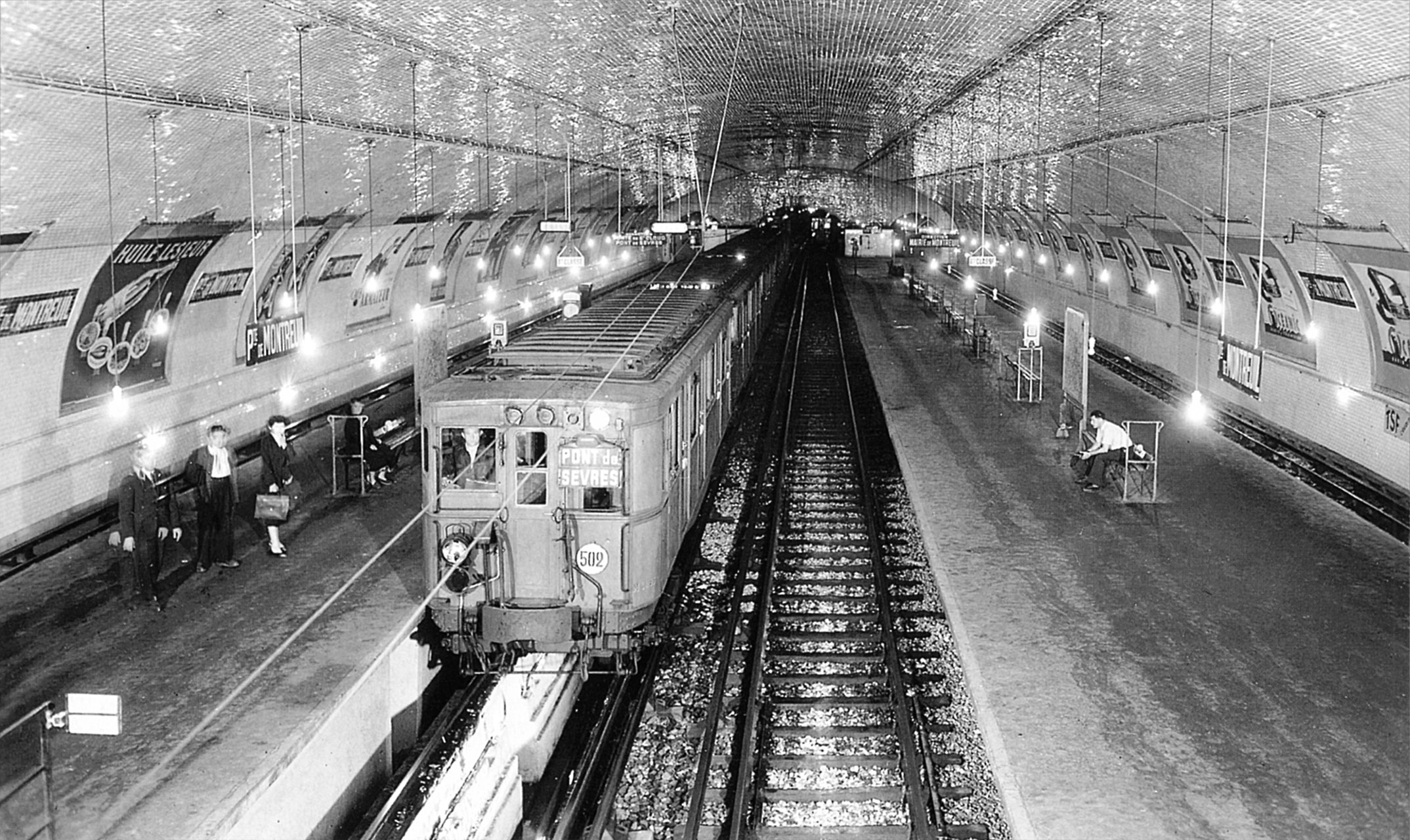
Stanice Porte de Montreuil na lince 9 otevřená roku 1933

Dne 1. ledna 1930 společnost CMP pohltila společnost Sever-Jih a stala se tak jediným provozovatelem metra. Linky A a B spojující sever a jih města byly integrovány do sítě CMP pod označením 12 a 13. Provoz a infrastruktura byly jednotné, odstranilo se zejména trolejové vedení, které bylo u společnosti Sever-Jih odlišné. V roce 1932 byla otevřena linka 14 (Montparnasse ↔ Porte de Vanves), která kopírovala trasu nezrealizované linky C společnosti Sever-Jih.

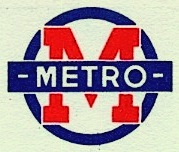
Dobové logo metra

Během 30. let síť neustále rostla, realizace projektů probíhala souběžně v několika čtvrtích města. Linky 8 a 9 byly společně prodlouženy pod Velkými bulváry. V roce 1931 byla linka 8 prodloužena na hranice města do stanice Porte de Charenton kvůli probíhající Mezinárodní koloniální výstavě. V roce 1933 linka 9 dosáhla okraje města na Porte de Montreuil. V roce 1935 byla otevřena linka 11, která spojila centrum města se čtvrtí Belleville a nahradila původní lanovou tramvaj, která byla v provozu v letech 1891-1924.
V tomto desetiletí došlo ke generální opravě linek 7, 8, 10 a 14. Dokončení tunelu linky 7 pod Seinou v roce 1931 umožnilo i první reorganizaci sítě. Úsek Jussieu ↔ Porte de Choisy byl převeden z linky 7 na linku 10.
V roce 1937 se odehrála další změna v síti metra v jižní části Paříže, když bylo 27. července několik úseků na západě připojeno k jiným linkám s cílem vytvořit geograficky koherentní síť. Na lince 8 byl uveden do provozu úsek od stanice La Motte-Picquet po Balard, čímž došlo k plánovanému rozvětvení této linky. Ovšem západní větev La Motte-Picquet – Grenelle ↔ Porte d'Auteuil byla odpojena od linky 8 a stala se součástí linky 10. Tato linka sem byla souběžně prodloužena ze stanice Duroc. Úsek na lince 10 Duroc ↔ Invalides vedoucí na sever byl naopak připojen k tehdejší lince 14. 

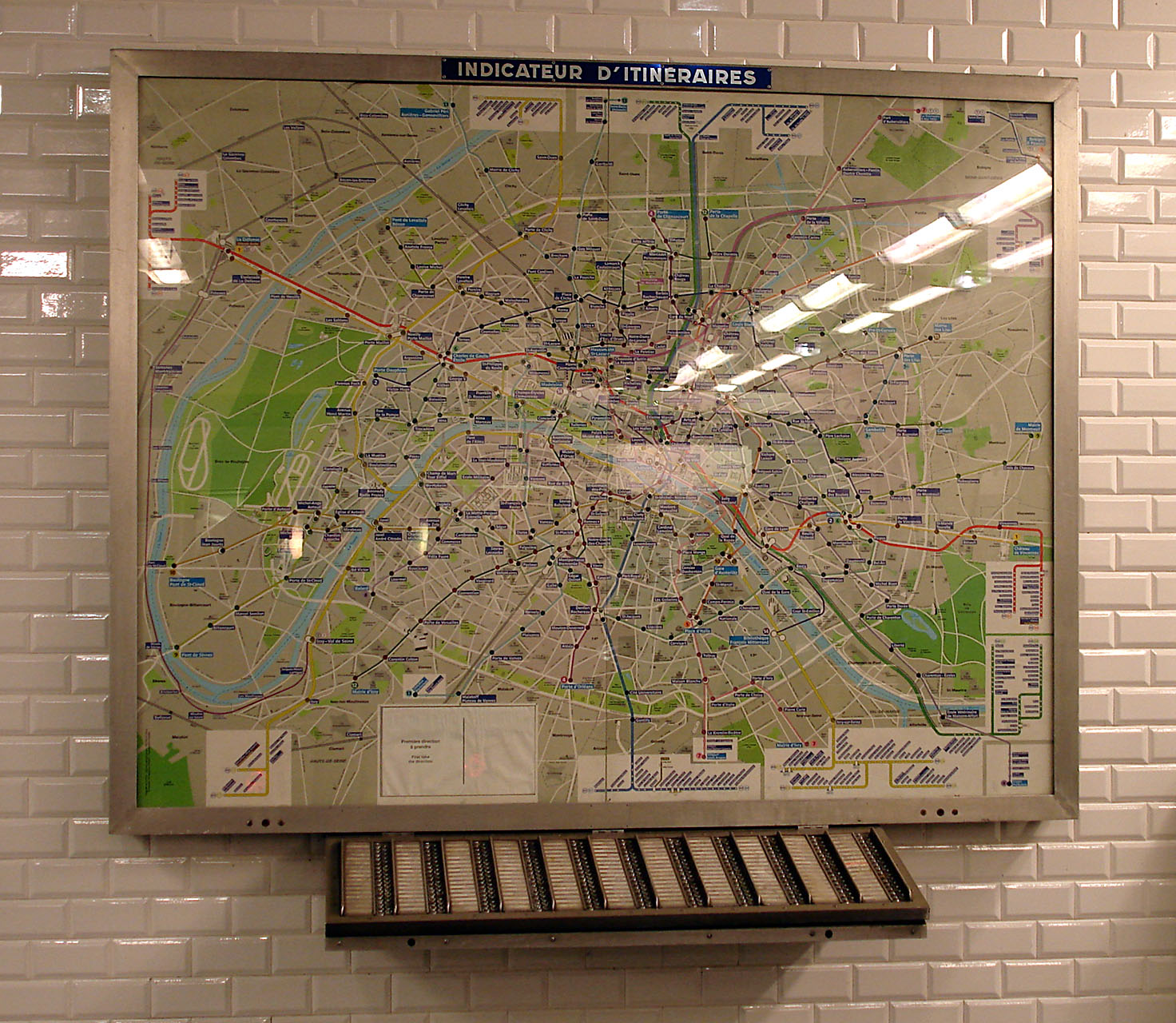
Světelná informační tabule na stanici Pont de Levallois – Bécon

Mezi novinky z tohoto období patří světelné informační tabule na stanicích, které v modernizované verzi dodnes ukazují cestujícím pomoc při orientaci v podzemí.

## Rozšíření na předměstí

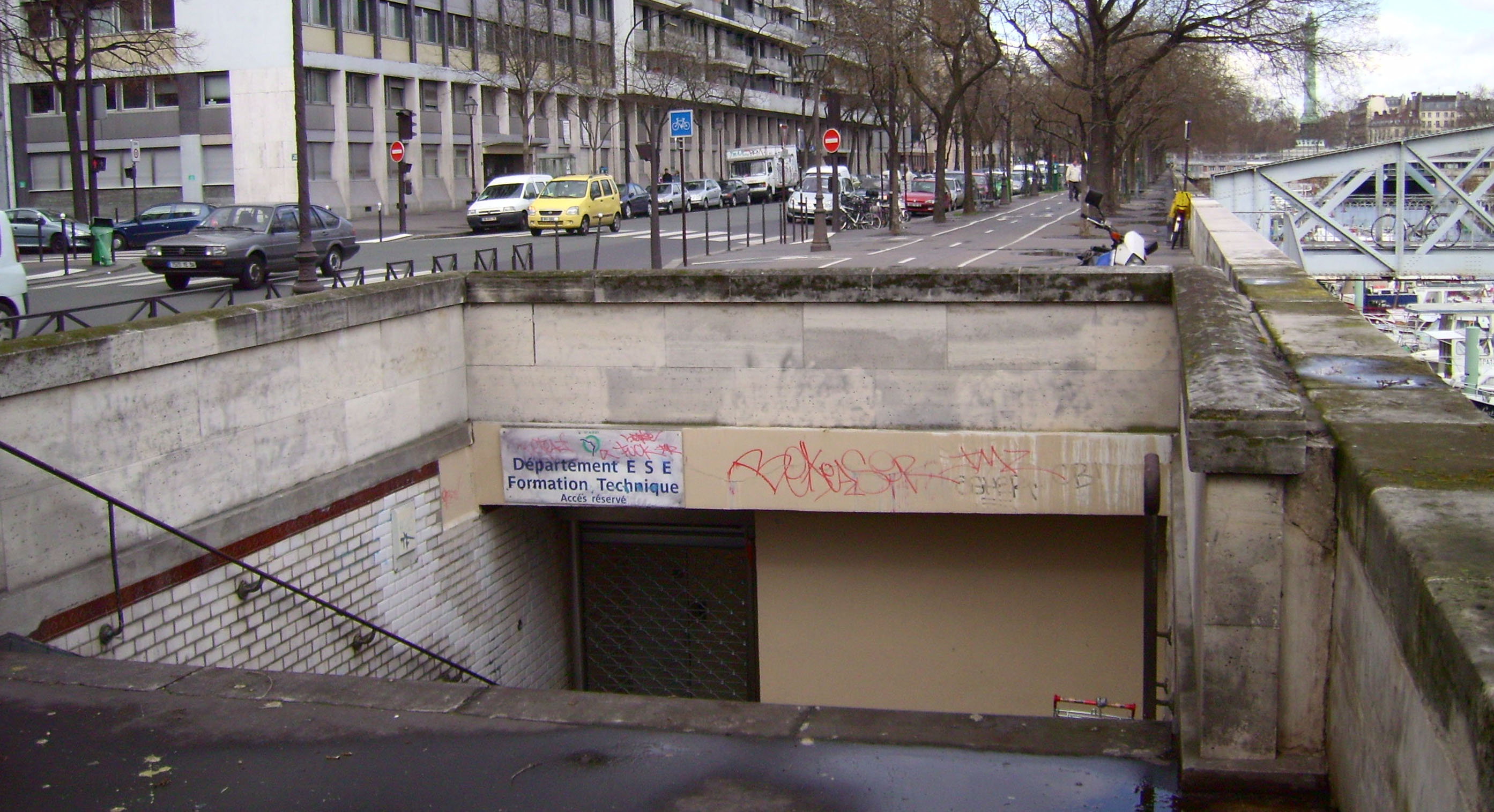
Vstup do uzavřené stanice Arsenal

Nekončící růst počtu obyvatel na předměstí od 20. let znamenal pro město Paříž a departement Seine v roce 1929 úpravu dohody. Metro bude prodlouženo i za hranice města na předměstí, čímž se přizpůsobí měnící se demografie Paříže. Zatímco počet obyvatel Paříže začal stagnovat, na periferii se rychle zvyšuje.
V roce 1931 byly za město rozšířeny tři linky: 1 do Château de Vincennes, 9 do Pont de Sèvres a 12 do Mairie d'Issy. 3. února 1934 bylo metro rozšířeno na předměstí Boulogne-Billancourt. O šest týdnů později byly dále rozšířeny linky 1 a 12. Následovaly projekty na další rozšíření: 1 do Pont de Neuilly, 3 do Pont de Levallois, 9 do Mairie de Montreuil a 11 do Fort de Rosny. Toto prodloužení bylo nakonec uskutečněno jen do Mairie des Lilas.
V roce 1939 mělo metro 159 kilometrů tratí v provozu, z čeho bylo 10 km na povrchu a 13 km na předměstí a mělo 332 stanice. Další rozvoj zbrzdila druhá světová válka.

## Druhá světová válka
Všeobecná mobilizace v září 1939 znamenala drastické omezení provozu. Některé linky byly zcela uzavřeny a velké množství méně frekventovaných stanic na zbývajících tratích rovněž. V provozu tak zůstalo pouhých 85 stanic. Většina byla postupně znovu otevřena v následujících týdnech po částečném vrácení zaměstnanců, ale mnohé zůstaly uzavřeny i po válce na několik desítek let, nebo již nebyly nikdy otevřeny. Po okupaci Paříže a exodu množství obyvatel v roce 1940 zaznamenalo metro nejnižší provoz ve své historii, který činil jen 300 000 cestujících denně. Ale postupný návrat obyvatel znamenal nárůst na běžnou úroveň s více než miliardou cestujících v roce 1941. Metro se kvůli nedostatku pohonných hmot pro silniční dopravu a zrušení tramvajové dopravy v roce 1937 stalo vedle bicyklů hlavním způsobem dopravy ve městě. V roce 1943 přepravilo metro 1,32 miliardy cestujících. Válka nezabránila ani dvěma rozšíření sítě na předměstí, která byla téměř dokončena na začátku konfliktu: linka 5 byla prodloužena do Église de Pantin a linky 8 do Charenton – Écoles.

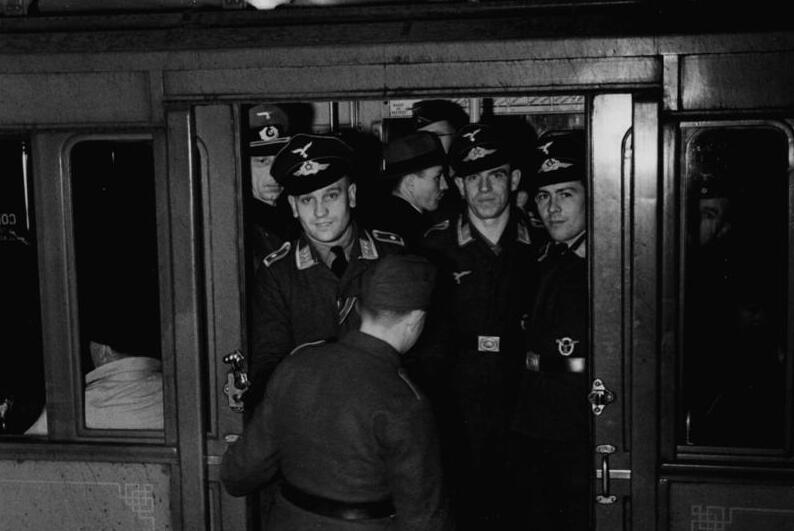
Němečtí vojáci v metru (1941)

V letech 1943 a 1944 bylo metro částečně poškozeno bombardováním Spojenců (Simplon, Pont de Sèvres, Billancourt) jiné, hlubší stanice sloužily naopak jako úkryty pro obyvatelstvo.
Po osvobození metro vyžadovalo značné investice, ale prioritu měla obnova města poničeného válkou. Dne 1. ledna 1945 byla společnosti CMP odebrána koncese, neboť její představitelé byli shledáni za příliš smířlivé s okupanty a nový ministr dopravy a veřejných prací René Mayer ji rozpustil. Byla ustanovena prozatímní správa, která metro v obtížných podmínkách provozovala. S ohledem na ochromené dodávky benzínu pro autobusy, metro zaznamenalo v roce 1946 rekordní návštěvnost s 1,6 miliardami cestujících. V roce 1947 byl otevřen nový úsek do Mairie d'Ivry na lince 7 zahájený během války.

## Založení RATP
Zákon z 21. března 1948 vytvořil úřad regionální dopravy v Paříži a dopravní podnik Régie autonome des transports parisiens (RATP), který se stal provozovatelem veškeré MHD. I přes velmi omezené finanční prostředky musela být neodkladně vyřešena modernizace sítě. V roce 1951 stanovil RATP desetiletý plán. Hlavní úsilí se zaměřilo na obměnu vozového parku, jehož 20 % pocházelo ještě z období před první světovou válkou. Plán také navrhoval rozšíření linek na předměstí, v první fázi bylo dokončení linky 13 na sever do Carrefour Pleyel (1952), které začalo již za války.
Na lince 13 byly také nasazeny nové vozy Sprague-Thomson, které měly moderní vzhled, kožená sedadla a zářivkové osvětlení. Bylo však nutné modernizovat i další části metra a změnit celkový obraz pařížského metra a zvýšit přitažlivost pro cestující.

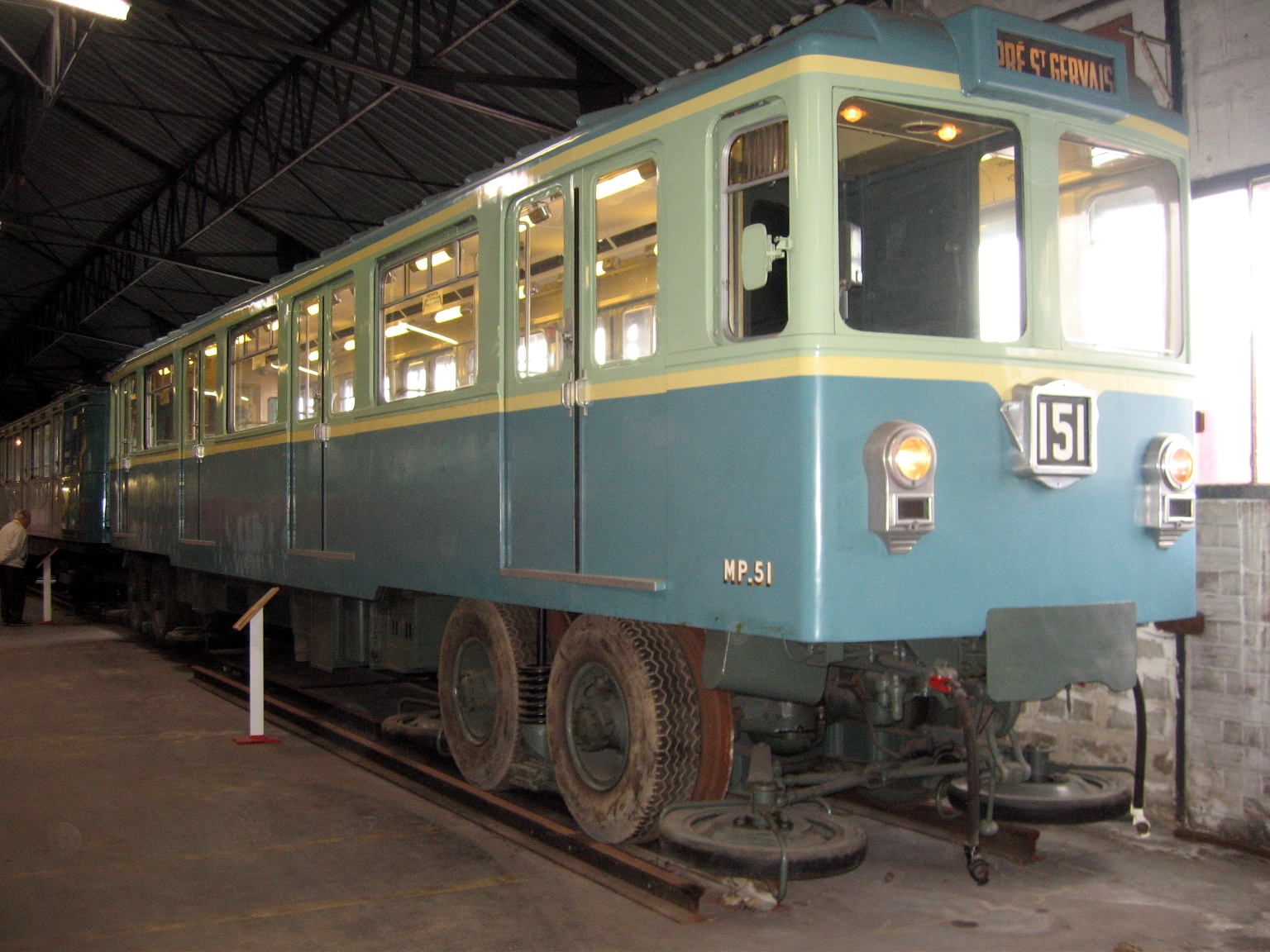
Vůz MP 51

Hlavní změna představovala využití nové technologie vyvinuté zdejšími inženýry – metro na pneumatikách. Nové vozy byly tišší, měly lepší zrychlení i zpomalení se zvýšenou přilnavostí, čímž se zvýšila kapacita tratí a výrazně snížila chronická přetíženost nejvytíženějších linek. Typ MP 51 (Metro Pneu 1951) byl dodán v červenci 1951 a proběhla série testů na zkušební trase. Výsledky byly přesvědčivé a RATP a vyzkoušel i typ MP 55, který byl nasazen na linku 11. První vozy vyjely 8. listopadu 1956 za značné pozornosti médií a byly představeny jako významný rozchod se starým vozovým parkem.
Souběžně s tím probíhala modernizace stanic, kde bylo instalováno nové osvětlení zářivkami. Větší renovace však nebylo možné realizovat z důvodu nedostatku finančních prostředků. RATP vybrala pro obklad stanic kov, který umožňoval rychlou změnu vzhledu stanic bez nutnosti nadměrných investic. První stanice s novou výzdobou byla v roce 1957 Franklin D. Roosevelt.
V roce 1959 byl úřad regionální dopravy přeměněn na Svaz pařížské dopravy, kde mají zastoupení státní správa a samospráva. Jeho hlavními úkoly je schvalování rozvojových projektů a určování tarifů.
Zkušenosti z linky 11 byly pozitivní a proto se RATP rozhodl zavést gumokolové metro také u linek 1 a 4, které jsou tradičně nejpřetíženější. Samotné nasazení vlaků na pneumatikách by nebylo dostačující k navýšení kapacity, a proto bylo rozhodnuto o prodloužení nástupišť na 90 m pro šest vozů. Linka 1 byla vybavena gumokolovým metrem v letech 1963 a 1964 a linka 4 v letech 1966 a 1967. Celkově se zvýšila přepravní kapacita asi o 30 %.

## Prodlužování sítě na předměstí
V letech 1965-1967 se po 15 letech pauzy začalo opět uvažovat o rozšíření sítě. Automobilová doprava na povrchu byla stále více paralyzována a přetížená a metro se znovu jevilo jako efektivní způsob hromadné dopravy. Linka 3 byla rozšířena na východ od stanice Gambetta do Gallieni s odpojením boční tratě do Porte des Lilas v roce 1971 a zřízením samostatné linky 3bis. U linky 8 došlo k rozšíření na jihovýchod na předměstí Maisons-Alfort a Créteil a linka 13 ze Saint-Lazare do Miromesnil.
Zároveň v té době vzniká regionální expresní síť (RER), která využívá železničních tratí a zajišťuje postupné pokrytí rychle rostoucích předměstí. Příměstské linky provozuje RATP společně s železniční společností SNCF.

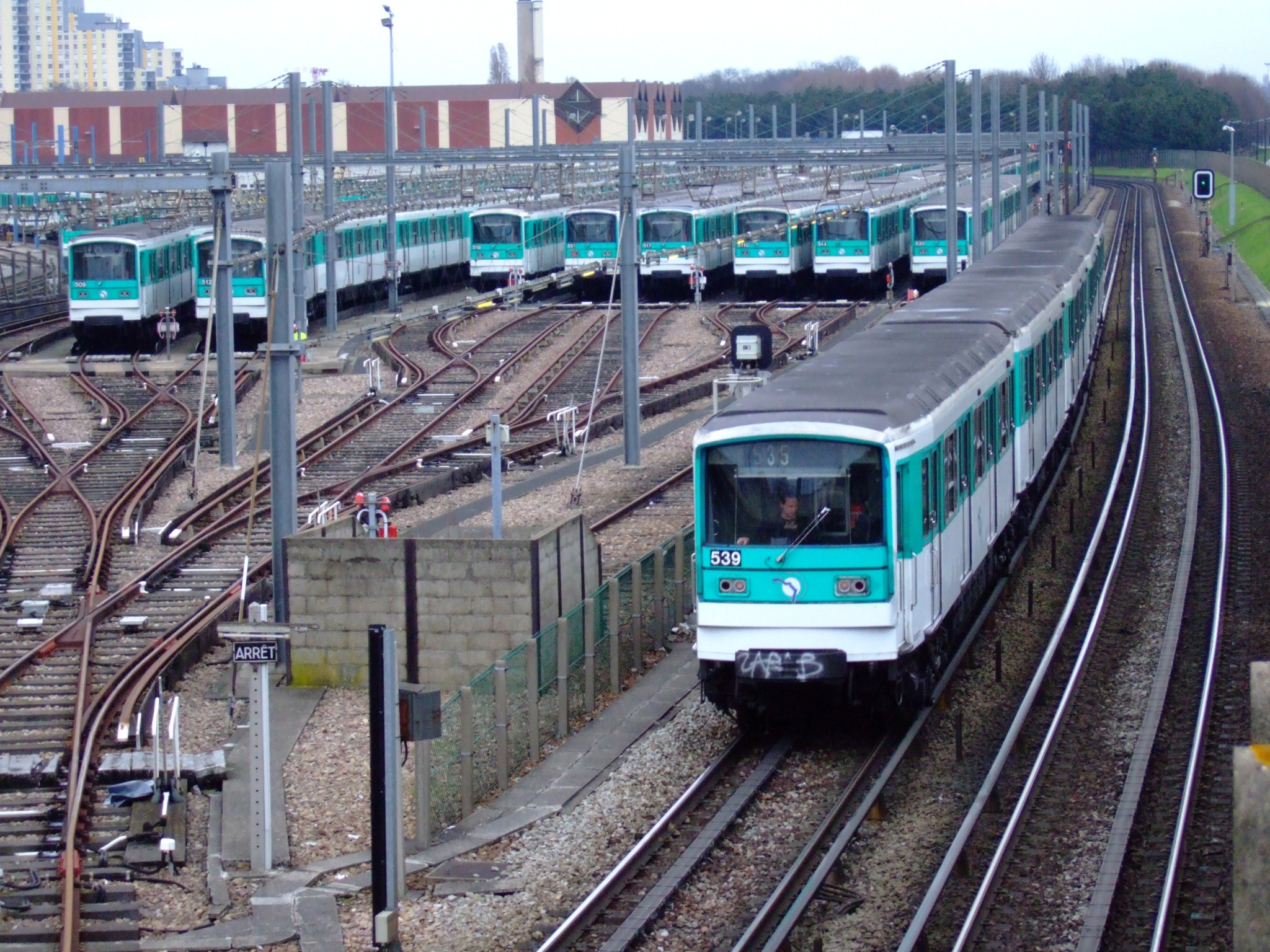
Vozy MF 67 ve stanici Bobigny

## Modernizace metra
Během 70. let proběhlo v pařížském metru několik technických inovací. U vstupů byly instalovány turnikety s magnetickým označováním jízdenek oproti dosavadními mechanickému. Mnoho stanic bylo rekonstruováno v novém moderním stylu s oranžovými dlaždicemi, které ostře kontrastují s předchozím provedením z bílých zkosených dlaždic. Pro tento typ výzdoby se ujal název styl Mouton podle první zrekonstruované stanice Mouton-Duvernet v roce 1969 na lince 4.

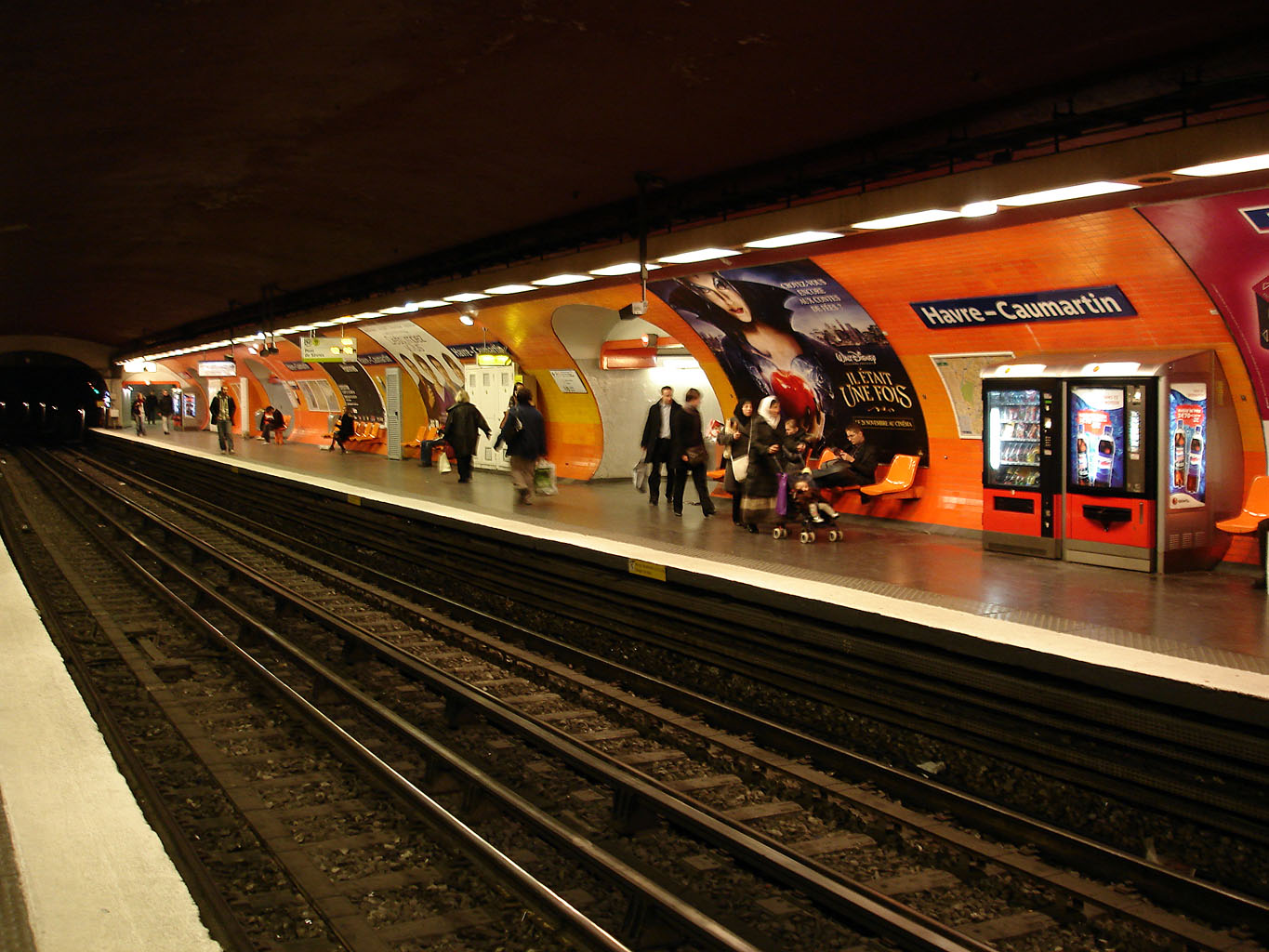
Styl Mouton na stanici Havre – Caumartin

Docházelo rovněž k postupné obměně vozového parku. S novým typem MF 67 (Metro Fer 1967) začaly mizet původní vozy Sprague-Thomson. Od úplné přeměny na pneumatické linky bylo upuštěno z důvodu vysoké ceny a rovněž doby, která by byla příliš dlouhá a omezovala by běžný provoz. Rovněž se objevily nové výkonnější kovové slitiny, které snížily rozdíl mezi gumovými a kovovými podvozky. Přesto byla ještě linka 6, která téměř z poloviny vede nad zemí, vybavena v roce 1974 gumokolovými vozy typu MP 73 kvůli snížení hluku a vibrací pro okolní obyvatele. V září 1978 byl uveden do provozu nový typ MF 77. Tišší a pohodlnější vozy byly nasazeny na dlouhé tratě vedoucí na předměstí, tj. linky 7, 8 a 13. Dodání nových vozů urychlilo obměnu vozového parku, takže 9. dubna 1983 vyjel naposledy vlak Sprague-Thomson, čímž byla ukončena sedmdesát pět let trvající existence tohoto vozu (první vozy byly nasazeny roku 1908).
Rovněž probíhalo nové rozšíření sítě do nejlidnatějších okrajových obcí. V roce 1976 byla linka 13 prodloužena do Châtillon – Montrouge, v roce 1976 do Saint-Denis – Basilique a 1980 do Gabriel Péri. Linka 7 dosáhla v roce 1979 Fort d'Aubervilliers, do Villejuif – Louis Aragon na jihu v roce 1985 a do La Courneuve – 8 mai 1945 na severu v roce 1987. Linka 10 byla v roce 1981 prodloužena do Boulogne – Pont de Saint-Cloud a později do města Boulogne-Billancourt, což je jediné město na předměstí, kam vedou dvě linky metra. Vedle půlkruhových linek 2 a 6 tak pouze linka 4 zůstala v té době stále omezena na území města Paříže.
V roce 1976 došlo ke zrušení linky 14 (Invalides ↔ Porte de Vanves) a její připojení k lince 13.

## Nová linka 14

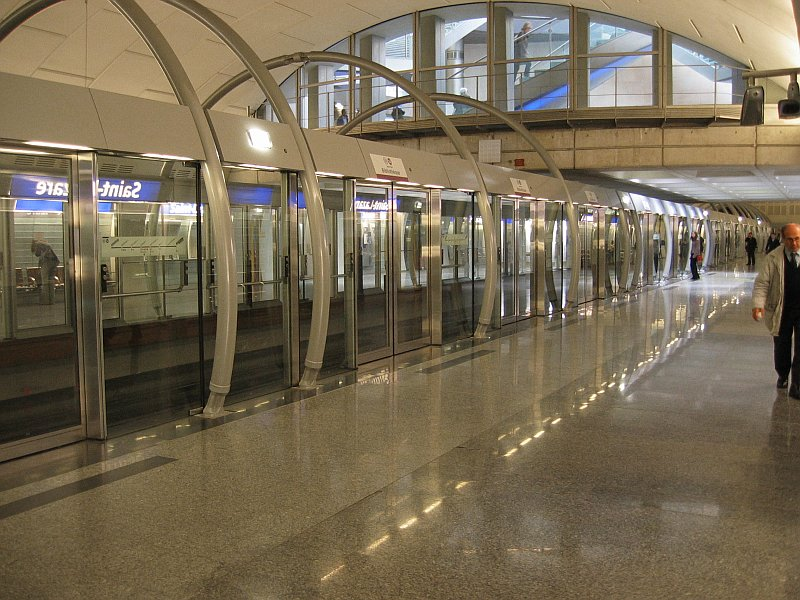
Bezpečnostní zábrany na nástupišti ve stanici Saint-Lazare na lince 14

Dne 15. října 1998 byla slavnostně zprovozněna nová linka 14, která byla v projektu nazývána Méteor. Po více než 50 letech tak byla otevřena zcela nová trať (od roku 1937, kdy byla zprovozněna původní linka 14).
Tato nová linka představuje zásadní změny v koncepci metra. Její prostorné stanice jsou sto dvacet metrů dlouhé a jsou ve větších vzdálenostech za účelem dosažení mimořádně vysoké provozní rychlosti. Ale největší změnou je plně automatizovaný provoz vlaků bez řidiče, což znamená i instalaci dveří na nástupištích, aby byl znemožněn přímý vstup osob do kolejiště. Linka se stala předlohou pro pozdější modernizaci linky 1.

## Metro v 21. století
Přípravy na plnou automatizaci linky 1 po více než 100 letech provozu byly zahájeny v roce 2007. Jednotlivé stanice byly v letech 2008-2009 renovovány a vybaveny bezpečnostními zábranami na nástupištích. Dne 3. listopadu 2011 bylo uvedeno do provozu prvních osm automatických vozů MP 05, které zajišťují provoz na trati spolu s vozy MP 89 s řidičem. Také provoz metra byl o víkendech prodloužen až do dvou hodin ráno.

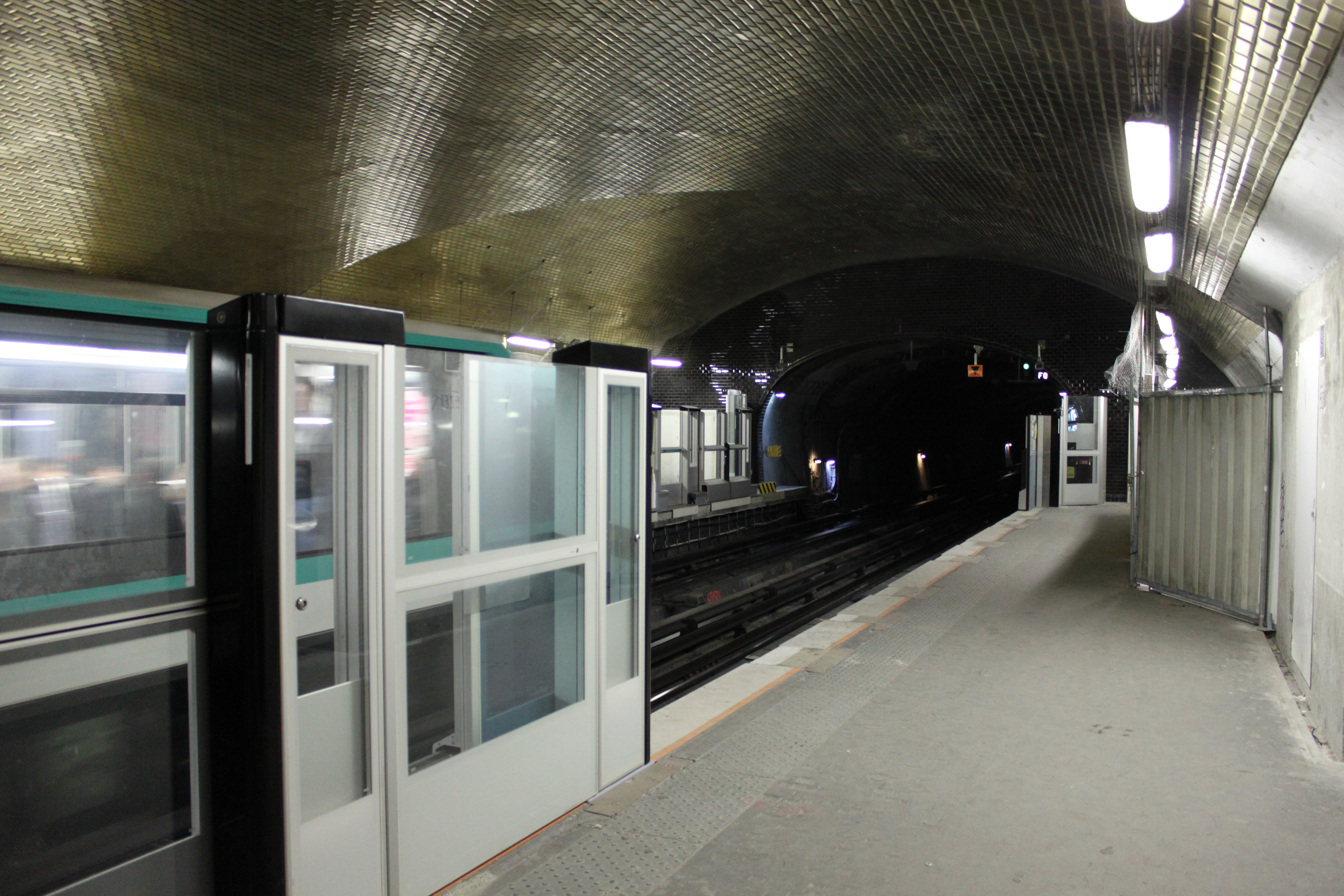
Instalace bezpečnostních zábran na nástupišti ve stanici Franklin D. Roosevelt na lince 1

Vývoj sítě je nyní zpomalen. Město Paříž je všeobecně dobře pokryto stávající sítě a zhoršení stavu veřejných financí omezuje možnosti rozsáhlého financování veřejné dopravy. Prodloužení linek dále na předměstí je limitováno nízkou rychlostí vozů, která byla nastavena na potřeby metra uvnitř Paříže. Rovněž obnova tramvajové sítě na předměstí, která je levnější, má u představitelů státu i samosprávy prioritu.
Přesto probíhá výstavba dalších stanic na předměstích, které budou napojeny na tramvajové linky. Linka 8 byla prodloužena v Créteil, linka 4 povede v roce 2012 do Mairie de Montrouge a překročí tak poprvé hranice Paříže, ve stejném roce linka 12 dosáhne stanice Front populaire na hranici měst Saint-Denis a Aubervilliers. Linka 11 by mohla být rozšířena do Montreuil a Rosny-sous-Bois. Některé z těchto rozšíření bylo plánováno ve více či méně shodné trase již od roku 1929. Souběžně RATP musí zvýšit kapacitu svých hlavních tratí, které se někdy blíží nebo už jsou za hranicemi své kapacity. Především se to týká severní části linky 13.
Na počátku 21. století se do veřejné diskuse dostal projekt Arc Express, což by byla první linka metra, která by nevedla na území Paříže, ale nacházela by se pouze na předměstí.